# Bert
För andra betydelser, se Bert (olika betydelser).

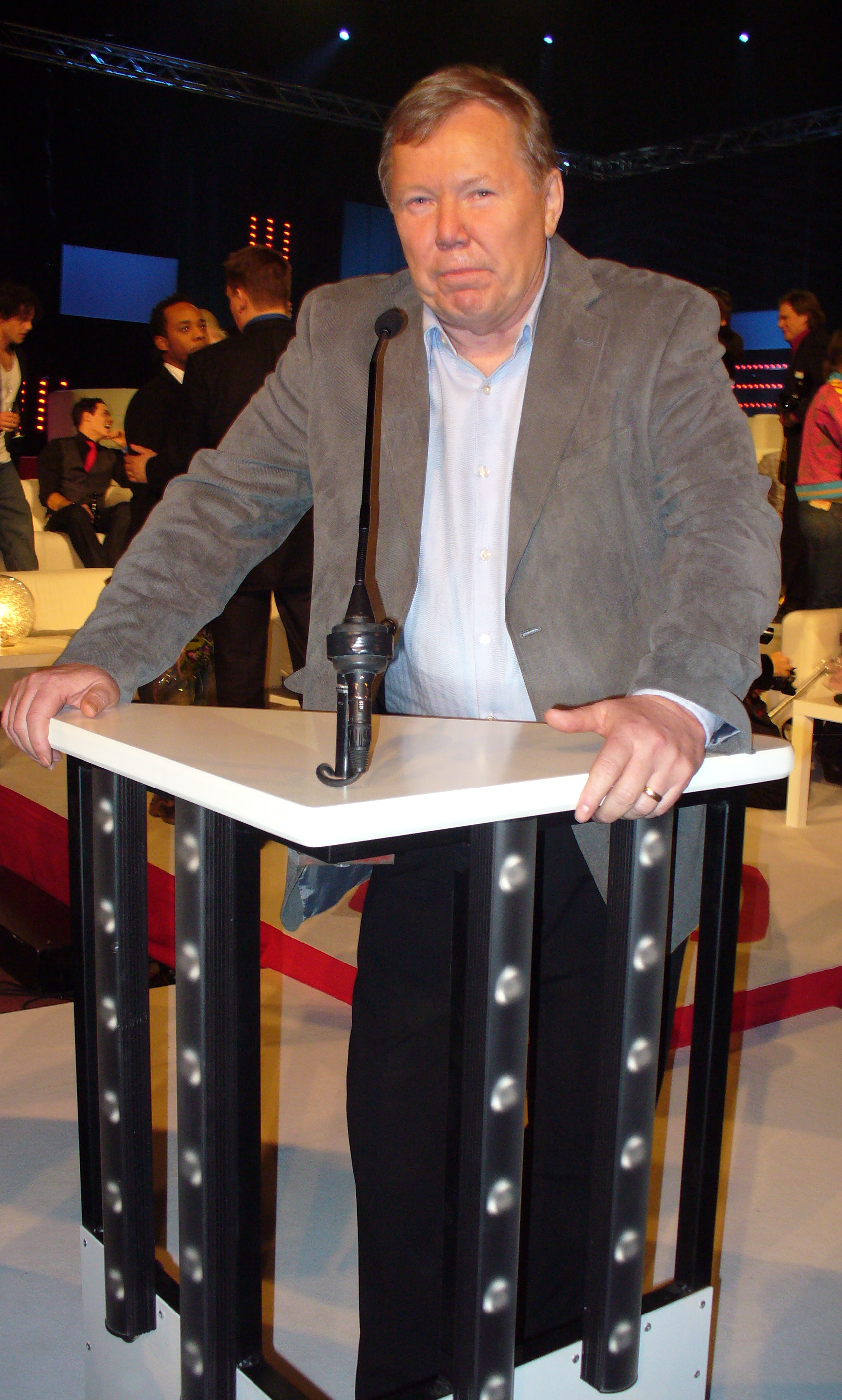
Bert Karlsson.

Mansnamnet Bert är liksom Berta kortform av flera tyska namn som innehåller namnledet bert: Albert, Berthold, Bertram etcetera. Stavelsen bert betyder 'förnäm', 'ljus' eller 'glänsande'. Bert har använts som dopnamn sedan slutet av 1800-talet.
Namnet har varit relativt ovanligt sedan 1960-talet. Den 31 december 2005 fanns det totalt 8 475 personer i Sverige med namnet, varav 5 041 med det som tilltalsnamn. År 2003 fick 16 pojkar namnet, dock fick ingen det som tilltalsnamn.
Namnsdag: 8 februari, (1993–2000: 24 augusti).

## Personer med förnamnet Bert
- Bert Acosta,  amerikansk flygpionjär
- Bert Bolin, svensk meteorolog, dels journalist
- Bert Liljeholm Brännström, döv skådespelare, dels programledare, - lokföraren från kända teckenspråkiga julkalenderprogrammet "Julexpressen" 1989
- Bert Hellinger, tysk psykolog
- Bert Kaempfert, tysk orkesterledare och kompositör
- Bert Karlsson, svensk entreprenör, författare, debattör, förläggare, skivbolagsdirektör och räknas som svensk politiker
- Bert Månson, svensk musiker och kompositör
- Bert-Ola Nordlander, svensk ishockeyspelare
- Bert-Olav Karlsson, svensk ishockeyspelare
- Bert Robertsson, svensk ishockeytränare och före detta ishockeyspelare
- Bert Sakmann, tysk cellfysiolog och nobelpristagare i fysiologi och medicin
- Bert Sorbon, svensk inspicient och skådespelare
- Bert Sundberg, svensk filmproducent
- Bert Sundström, svensk journalist
- Inge-Bert Täljedal, professor i histologi, universitetsrektor
- Bert-Åke Varg, svensk skådespelare och sångare

### Fiktiva personer med förnamnet Bert
- Bert Ljung litterär figur skapad av Anders Jacobsson och Sören Olsson)
- Muppen Bert, en av två av handdockorna i tv-serien Sesam
- Trollet Bert, figur i J.R.R. Tolkiens barnbok Bilbo – En hobbits äventyr från 1937 som även har filmatiserats